# 飛騨せせらぎ街道
飛騨せせらぎ街道（ひだせせらぎかいどう）は、岐阜県郡上市八幡町城南町から郡上市明宝地域を抜け高山市清見町三日町に至る約64キロメートルの道路の愛称。飛騨美濃せせらぎ街道や、せせらぎ街道ともよばれる。

## 概要
岐阜県北部の飛騨地域を南北に縦断し、高山市街地から太平洋と日本海の分水嶺である西ウレ峠を越えて郡上市街地まで、岐阜県道73号高山清見線・国道257号・国道472号・国道256号でつなぐ区間の道路。起点（国道158号〈白川街道〉交点）から高山市清見町楢谷までは岐阜県道73号高山清見線、高山市清見町楢谷から同市清見町大原までは国道257号（国道472号重複）、高山市清見町大原郡から郡上市八幡町島谷（八幡大橋南交差点）までは国道472号、そこから終点・同市八幡町城南町（国道156号交点〈城南交差点〉）までは国道256号（国道472号重複）である。東海北陸自動車道が飛騨清見インターまで開通するまでは、郡上八幡・岐阜方面から高山市内をつなぐ主要アクセス道路であり、多くの自動車が行き交う交通量の多い道であったが、開通後は交通量が減少傾向にある。

## 地形
全線にわたり、飛騨高地の山間部の山林地帯と、大小さまざまな河川、渓流に沿って道路が延びる。標高差が約700メートル (m) ある山岳道路でもある。河川の本流や支流、ときには源流が街道のすぐ側を流れる。西ウレ峠の北側、高山市清見町三日町から西ウレ峠まで宮川（神通川上流部）の支流の川上川の沢沿いを走り、西ウレ峠から中間地点にあたる道の駅パスカル清見の前後区間で馬瀬川の流れに沿って南下し、岐阜県郡上市明宝との境である坂本峠を坂本トンネルで越え、吉田川の沢沿いに下り郡上市八幡町城南町の市街地に至る。ルートの両端側は、町並や田畑を通り抜けている。急カーブが続くようなところは少なく、西ウレ峠の前後区間を中心に、沿道の山林は広葉樹の森が広がっている。岐阜を代表する紅葉の名所としてよく知られ、最高点の西ウレ峠付近でシラカバ・カラマツの林も見られる。

## 観光スポット

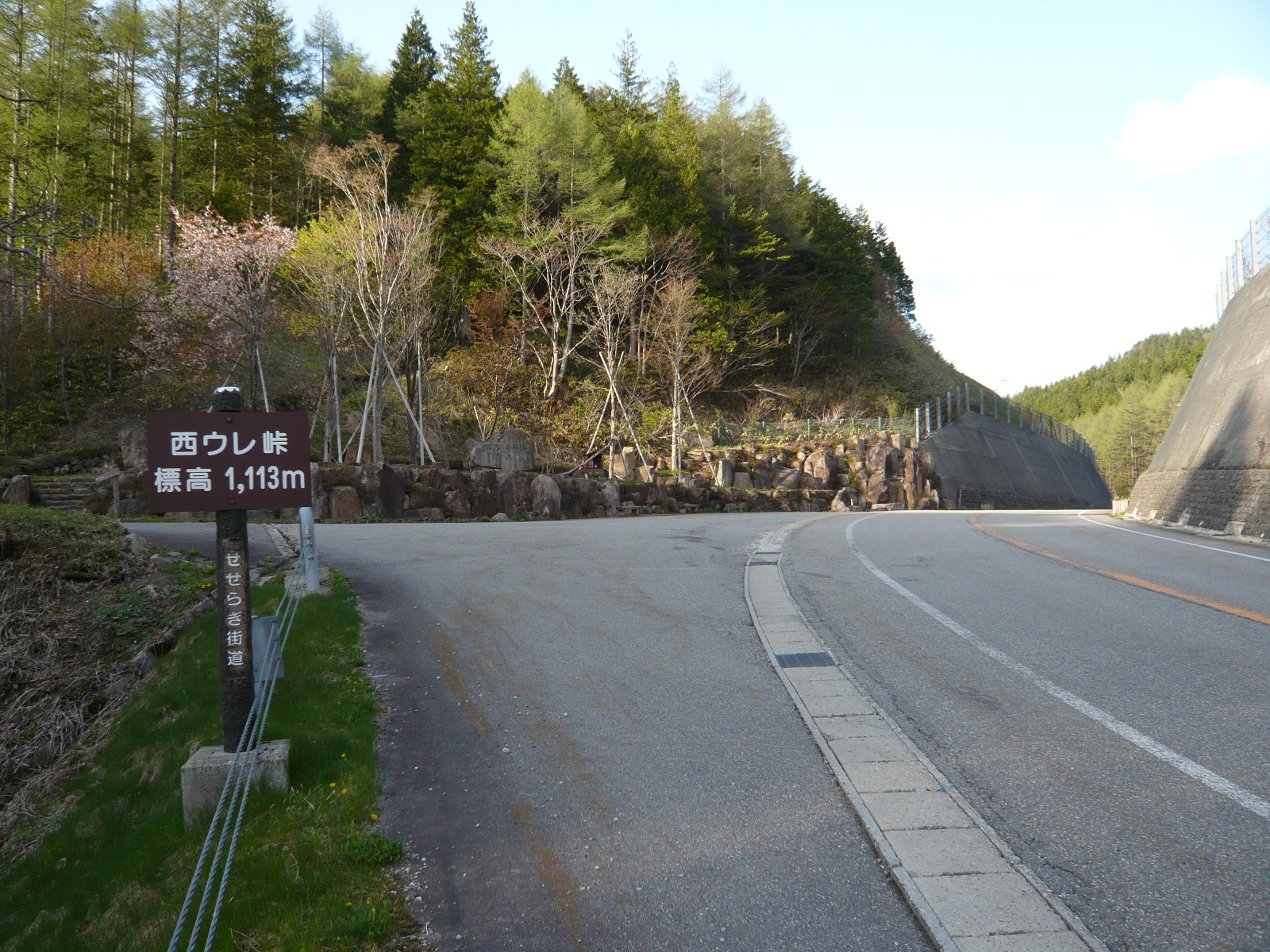
西ウレ峠

飛騨せせらぎ街道は、飛騨地方のなかに江戸時代の面影を残し、小京都ともよばれ観光客が多く訪れる飛騨高山と郡上八幡の二つの町を結ぶ道である。沿道は、大倉滝や西ウレ峠と坂本峠との間にある道の駅パスカル清見が有名。足を伸ばせばスキー場（めいほうスキー場・アウトドアイン母袋スキー場）もある。
街道そのものに約700 mと標高差が大きいため、紅葉を長い期間にわたり楽しめることが特色である。秋には山から麓へと次第に紅葉が降りてくる紅葉前線がドライブで楽しめ、紅葉狩りで街道沿線が混雑する。飛騨・美濃紅葉三十三選にも選定されている。
また、西ウレ遊歩道、おおくら滝遊歩道、大原遊歩道などの遊歩道もあるため散策も可能である。

街道沿いの紅葉
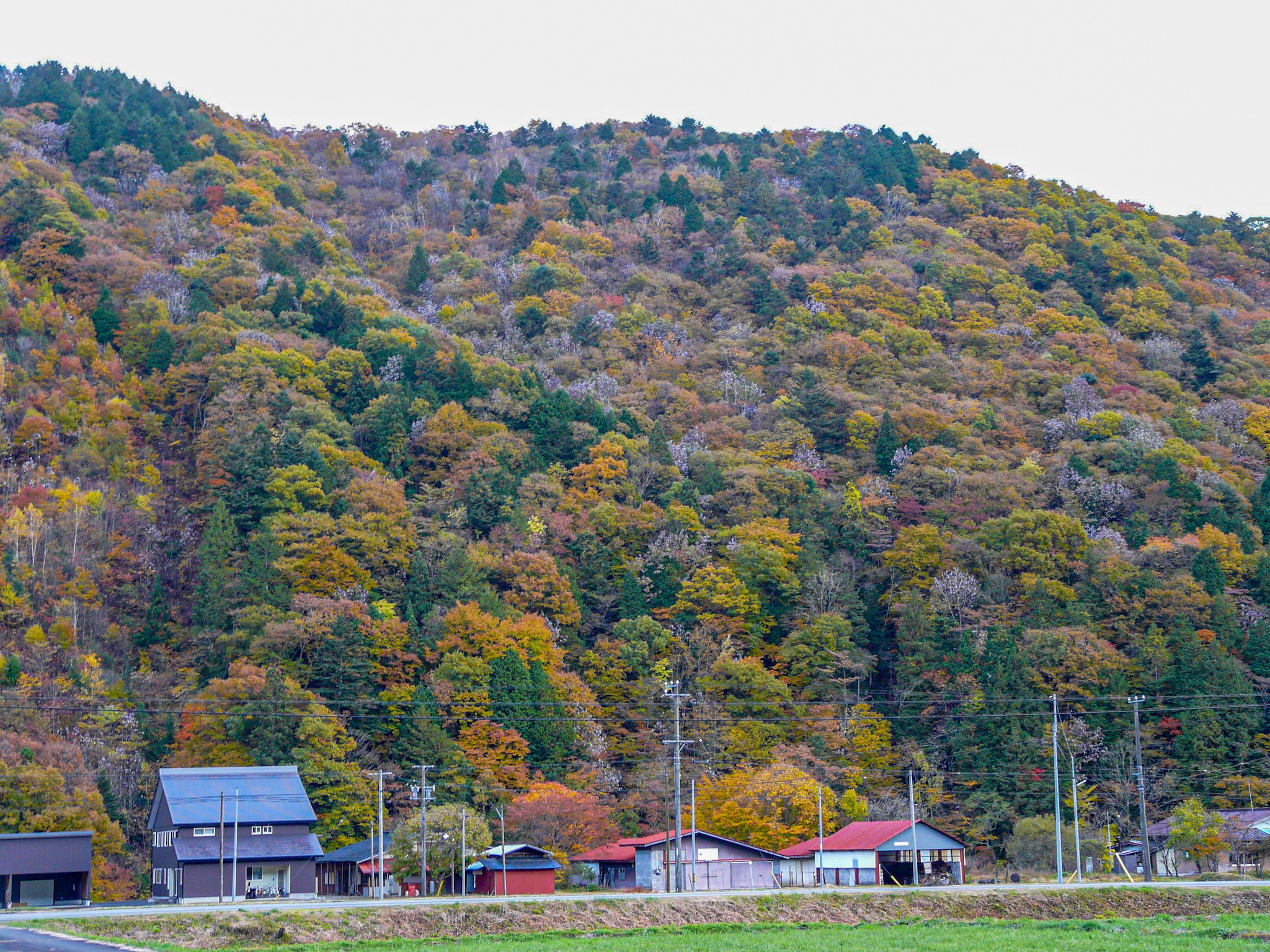
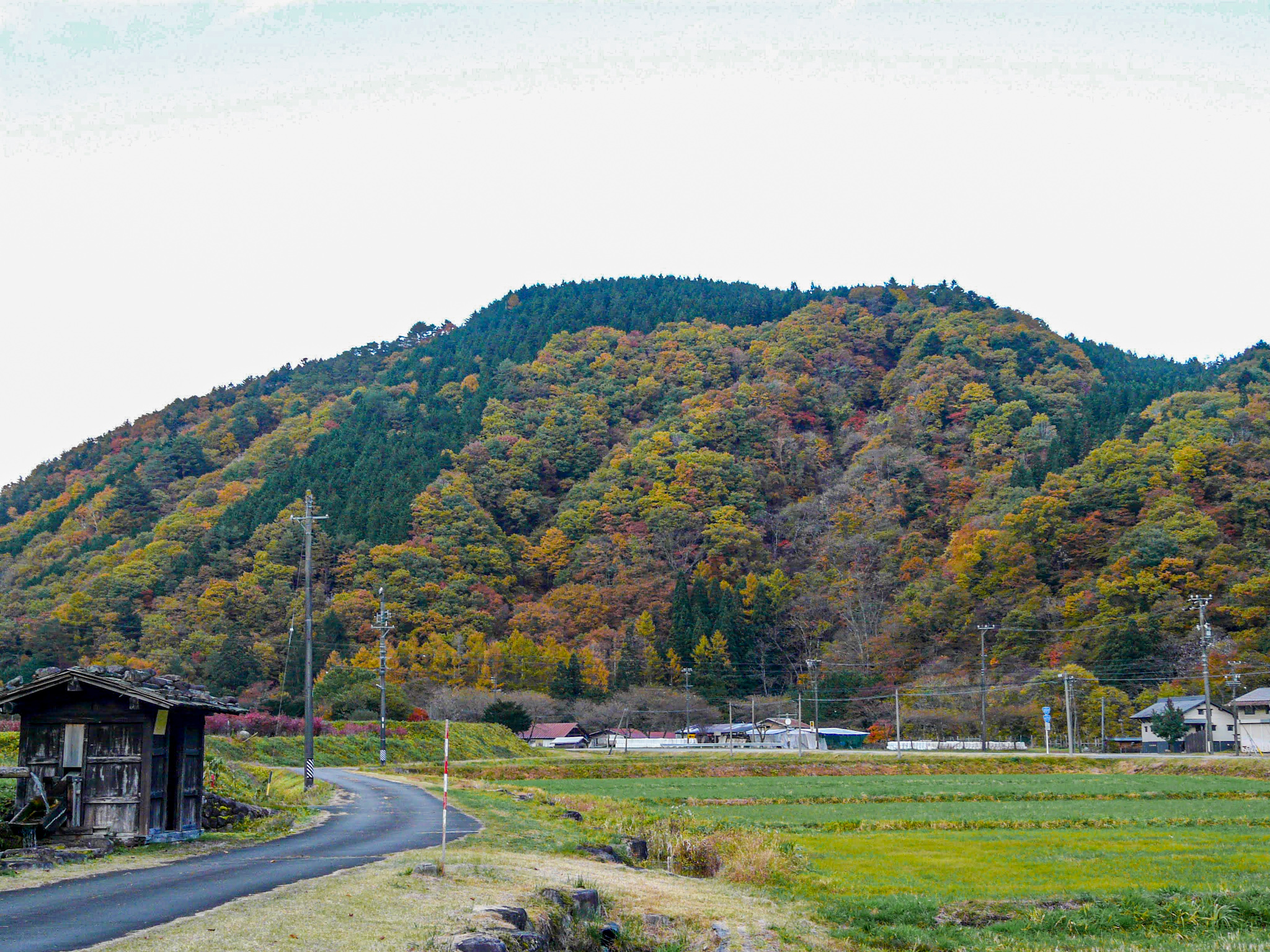
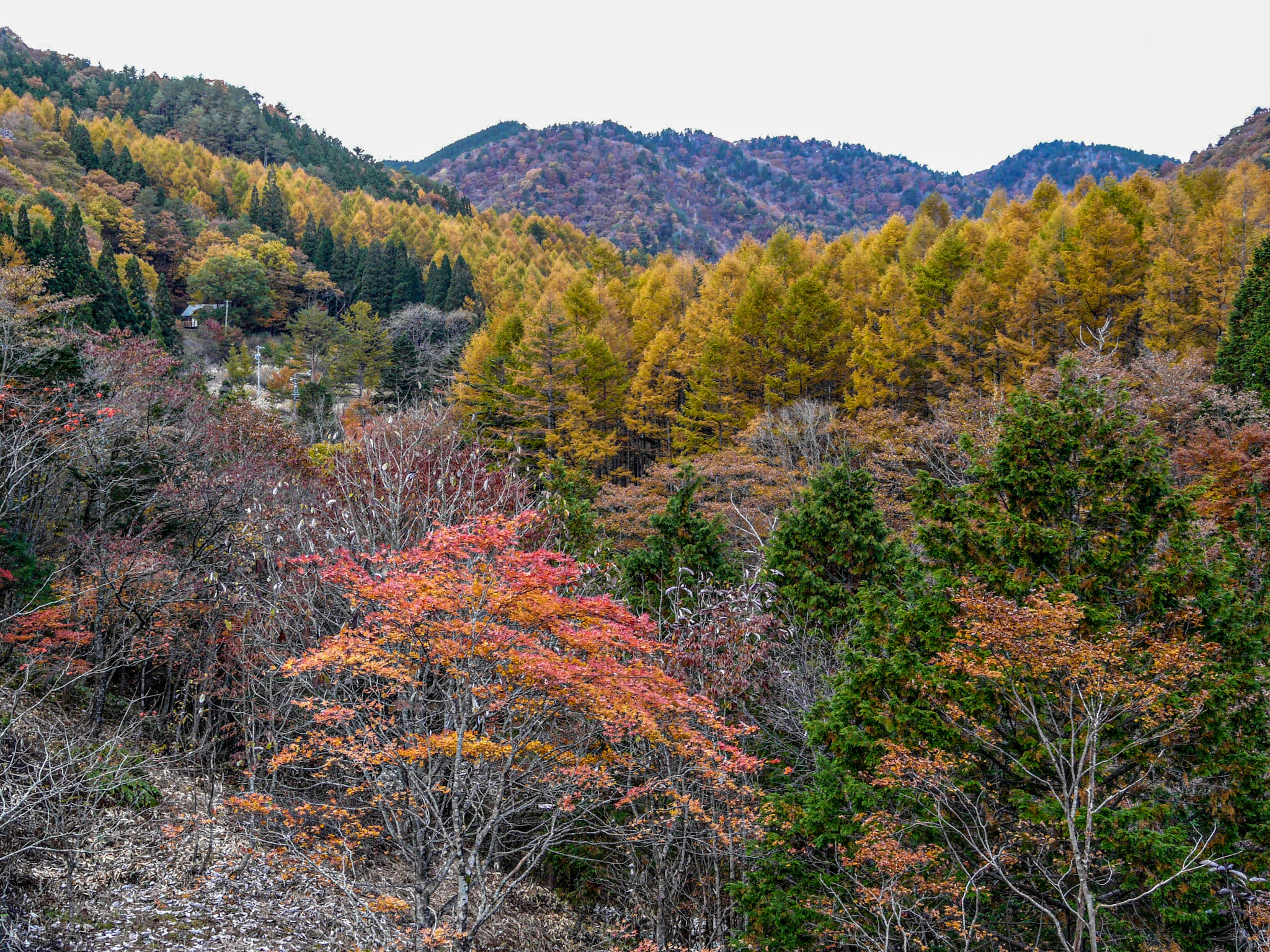
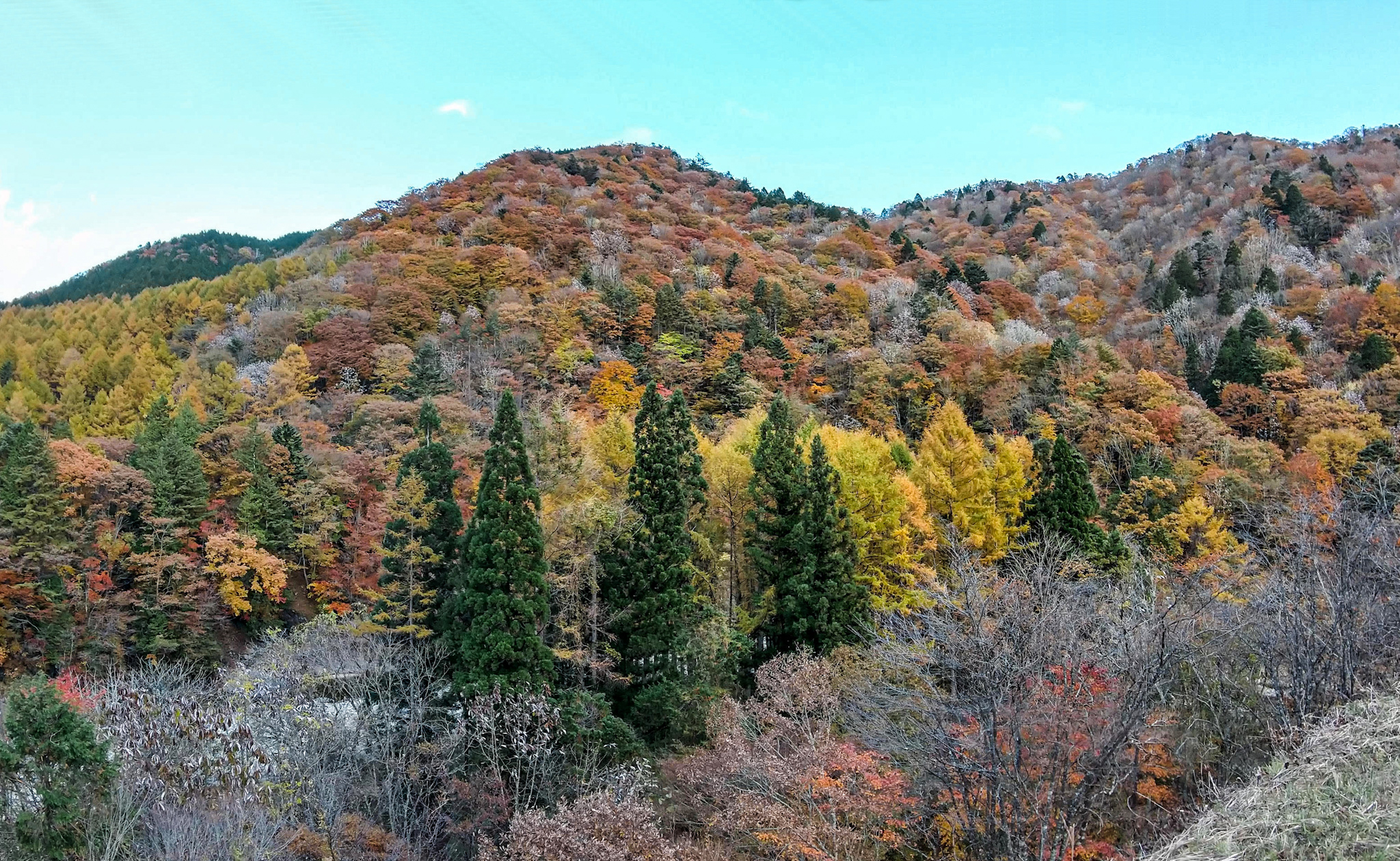